# العلاقات الأمريكية الفرنسية
العلاقات الأمريكية الفرنسية هي العلاقات الثنائية التي تجمع بين الولايات المتحدة وفرنسا. حيث بدأت في سنة 1776 بعد بدأ ثورة الاستقلال الأمريكية. في عام 1778، أصبحت فرنسا الحليف الأول للولايات المتحدة الجديدة. كان لمعاهدة عام 1778 والدعم العسكري دور في حسم الانتصار الأميركي ضد بريطانيا في الحرب الثورية الأميركية. كانت فرنسا ضعيفة للغاية ومُثقلة بالديون، ما أدى إلى قيام الثورة في فرنسا وتحولها إلى النظام الجمهوري في نهاية المطاف.
اكتسبت العلاقات أهمية دائمة في نظر الدولتين، فكانت سلمية باستثناء فترة اندلاع حرب شبه الجزيرة في 1798-1799 والقتال ضد فرنسا الفيشية (أثناء دعم فرنسا الحرة) في 1942-1944 خلال الحرب العالمية الثانية. أثناء الحرب الأهلية الأمريكية، تدخلت فرنسا عسكريًا في المكسيك. عندما هزمت الولايات المتحدة الولايات الكونفدرالية الأمريكية، أرسلت جيشًا كبيرًا إلى الحدود المكسيكية وأرغمت الفرنسيين على الانسحاب.
في القرن الواحد والعشرين، أدت الخلافات القائمة حول حرب العراق إلى تخفيض درجة الموائمة بين الدولتين. إلا أن العلاقات تحسنت على مدى العقد الذي أعقب بداية الحرب، وارتفعت التقديرات الأمريكية المواتية لفرنسا ارتفاعًا تاريخيًا بلغ 87% في عام 2016. خلصت مؤسسة غالوب إلى أنه «بعد تزعزع العلاقات بين البلدين جراء الخلافات الدبلوماسية في عام 2003، وجدت فرنسا والولايات المتحدة مصلحة مشتركة في مكافحة الإرهاب الدولي، وأصبحت مهمة شخصية لكلا البلدين.»
تدهورت العلاقات بشكل غير مسبوق في سبتمبر 2021 جراء تداعيات اتفاقية أوكوس بين الولايات المتحدة والمملكة المتحدة وأستراليا. نتيجة لذلك، استُدعي فيليب إيتيان، السفير الفرنسي، ولم يسبق استدعاء أي سفير فرنسي لدى الولايات المتحدة. أشارت وزارة الخارجية الفرنسية إلى «الازدواجية والازدراء والكذب» في أستراليا والولايات المتحدة. وصف وزير الخارجية الفرنسي جان إيف لودريان الصفقة بأنها «طعنة في الظهر»، على الرغم من سعي الدولتين إلى تعزيز العلاقات بينهما منذ 22 سبتمبر 2021.

## التاريخ
عبر العصور كانت فرنسا أقرب الحلفاء الأوروبيين للولايات المتحدة، كانت فرنسا أول دولة ساندت الولايات المتحدة أثناء حرب الاستقلال الأمريكية ضد بريطانيا، وقد تأثر العديد من الفرنسيين حينها بأفكار الثورة الأمريكية ونقلوا أفكارها الحداثية أثناء الثورة الفرنسية. فضلت الولايات المتحدة الوقوف على حياد أثناء حروب الثورة الفرنسية وفي فترة الحروب النابليونية، قامت فرنسا ببيع مستعمرتها لويزيانا الفرنسية للولايات المتحدة. في ذلك العصر عانت الولايات المتحدة من هجمات غير منظمة من قبل الفرنسيين على سفنها في البحر، مما أدى لها بالدخول في حرب قصيرة بجانب بريطانيا عرفت بحرب قواسي إنتهت في سنة 1800 بتعهد فرنسا بعدم مهاجمة أي سفن أمريكية أو بريطانية. بعد نهاية الحروب النابليونية بقيت العلاقات هادئة، وفي ذلك العصر بدأت أطماع فرنسا تزداد لأجل السيطرة على أمريكا اللاتينية وخصوصاً مع تراجع القوى الإسبانية لأجل زيادة نفوذها التجاري. سائت العلاقات مع عودة الملكية في فرنسا، حيث رأت كل من فرنسا والنمسا أن الولايات المتحدة خطر على نفوذها في أوروبا لكونها جمهورية، وحرصوا على عدم تدخل الولايات المتحدة في الشؤون الأوروبية. أثناء الحرب الأهلية الأمريكية، بقيت فرنسا على حياد، لكن نابليون الثالث فضل انتصار الكونفدراليين لأجل اضعاف الولايات المتحدة، وبتلك الفترة كانت فرنسا أيضاً تخوض حربها ضد المكسيك، لأجل زيادة نفوذها هناك، لم يحبذ أبراهام لينكون التدخل الفرنسي في المكسيك وفضل الوقوف بجانب الجمهوريين. كان هناك نوايا لفرنسا بالتدخل لصالح الكونفدراليين، لكنها تخوفت من تحالف الولايات المتحدة مع عدوتها بروسيا أنذاك فأرادت الدخول إلى الحرب إلى جانب بريطانيا وهو ما رفضته بريطانيا، بنفس الوقت حاولت السفير الجمهوري في المكسيك مطالبة الولايات المتحدة بالدخول إلى الحرب المكسيكية ضد فرنسا، لكن الولايات المتحدة اكتفت بدعم قليل للمكسيك لأجل عدم اغضاب فرنسا ودخولها في الحرب الأهلية. وبعد عقد من الحروب في أمريكا الشمالية، كانت النتائج لصالح الولايات المتحدة، حيث إنتصر الاتحاديين في الحرب الأهلية، وإنتصرت المكسيك في حربها فرنسا وأعدمت ملكها ماكسيميليان، بريطانيا قلصت سلطتها في كندا، وقامت الولايات المتحدة بشراء ألاسكا من روسيا.
في عقد 1870، هزمت فرنسا في الحرب البروسية - الفرنسية وإنتهى حكم الإمبراطور نابليون الثالث، وهو مما عزز ارجاع العلاقات بين البلدين، ازدادت أثناء ذلك قوة الولايات المتحدة الصناعية والاقتصادية لتصبح قوى عظمى في تلك المنطقة، وقد استفادت فرنسا من ذلك بزيادة استثمارتها في الولايات المتحدة، وفي سنة 1887 قامت فرنسا بتصميم تمثال الحرية وإهدائه للولايات المتحدة وكان ذلك بمناسبة الذكرى المئوية لاستقلالها، أصبحت الولايات المتحدة تقف بجانب فرنسا بمعظم نزاعاتها ووقفت معها أثناء أزمة أغادير، كما هاجر العديد من الفرنسيين في ذلك العصر إلى الولايات المتحدة، ومع ذلك فقد تخوفت الولايات المتحدة من تغلغل الاشتراكيين في الولايات المتحدة من خلال فرنسا.
أثناء الحرب العالمية الأولى دعمت الولايات المتحدة الحلفاء بقيادة فرنسا بريطانيا اقتصادياً ومعنوياً، لكنها فضلت الوقوف على حياد وعدم التدخل في الحرب إلى أن دخلت الحرب في سنة 1917، وقد ساهم دخول الولايات المتحدة على تغيير معادلة الحرب، حيث تمكن الحلفاء من تحرير الأراضي الفرنسية، مما أجبر ألمانيا في النهاية على إعلان استسلامها. بعد نهاية الحرب العالمية الأولى بدأ نفوذ الشيوعيين يزداد في أوروبا ومن ضمنها فرنسا بعد الثورة الروسية (1917)، واصبح الشيوعيون ينظرون للولايات المتحدة بكونها ممثلة للرأسمالية والإمبريالية. حرصت الحكومة الفرنسية في تلك الفترة على إبقاء علاقاتها قوية مع الولايات المتحدة درءً لأي خطر احتلال ألماني في المستقبل. كانت الولايات المتحدة وفرنسا من الدول المؤسسة لعصبة الأمم، كما أنشأ البلدين ميثاق كيلوغ برييان في سنة 1927، وألذي نص على عدم اللجوء إلى الحرب لتسوية الخلافات الدولية، وصادق حينها 37 بلد عليه.
بعد صعود هتلر إلى السلطة في ألمانيا، بدأت فرنسا تتخوف من حرب مستقبلية بينها وبين ألمانيا، ازدادت قوة ألمانيا العسكرية والصناعية بشكل كبير بعد صعود هتلر، وقد ساهمت الطائرات الألمانية في انتصار القوميين في الحرب الأهلية الإسبانية (1936-1939)، لتكتشف مدى ضعفها أمام السلاح الألماني. بدأ فرانكلين روزفلت يدعم فرنسا بالسلاح والخبراء، لكن الدعم كان قليل ومتأخر، أثناء ذلك أعلنت كل من فرنسا وبريطانيا إعلان الحرب على ألمانيا بعد قيامها بغزو بولندا في سنة 1939، قامت ألمانيا بعد ذلك بغزو كل من الدنمارك والنرويج، أما فرنسا وبريطانيا اكتفتا برد فعل بسيط على الحدود الألمانية. استغل هتلر هذا الشئ وقام بمحاصرة القوات البريطانية والفرنسية في بلجيكا، وعند ذلك توغل الألمان إلى فرنسا ووصلوا إلى باريس، وقامت على إثر الغزو حكومة فرنسا الفيشية وألتي أعلنت استسلامها، وهو ما أدهش روزفلت وتخوف على اثرها من احتمالية دخول الولايات المتحدة في حرب خاسرة ضد ألمانيا. بعد الغزو حاولت الحكومة الفرنسية بقيادة شارل ديغول في المنفى اقناع الولايات المتحدة بالدخول إلى الحرب، في ديسمبر 1941 وبعد اندلاع الحرب بين الولايات المتحدة واليابان، أعلنت ألمانيا الحرب على الولايات المتحدة، مما أدى بالولايات المتحدة بقبولها دخول الحرب في أوروبا، بدأ البلدين الحرب ودخلوا إلى المغرب والجزائر ألتان كانتا تحت سيطرة حكومة فرنسا الفيشية العميلة لألمانيا، ومن ثم وصلوا إلى تونس ومن هناك زحفوا نحو صقلية وإيطاليا ألتي كانت مع المحور. خططت القوى الثلاثة الولايات المتحدة وبريطانيا وقوات فرنسا الحرة لعملية تحرير مشتركة لفرنسا، دخلت قوات إلى النورماندي وتمكنوا من تحرير الأراضي الفرنسية، واستمرت قوات التحالف بالتقدم إلى حين وصولها إلى ألمانيا وسقوط حكومة الرايخ الثالث. كانت خسائر فرنسا كبيرة في الحرب العالمية الثانية، دعمت الولايات المتحدة فرنسا اقتصادياً لإعادة إعمار مناطقها المدمرة من جراء الحرب. أسست الدول المنتصرة في الحرب منظمة الأمم المتحدة ومجلس الأمن، وأصبحت الولايات المتحدة وفرنسا من الدول الدائمة العضوية فيه. وتخوفاً من زيادة النفوذ السوفيتي والشيوعي، أسس البلدين حلف شمال الأطلسي في سنة 1949، خاض البلدين حرب طاحنة ضد الشيوعيين في فيتنام، سائت العلاقات بين البلدين أثناء حكم ديغول وألذي طالب الولايات المتحدة بدعمها تكلنوجياً لأجل إنشاء قوة نووية خاصة بفرنسا، لكن الولايات المتحدة ترددت بسبب نوايا ديغول الاستعمارية مما سيتسبب لها بالهزيمة أمام الاتحاد السوفيتي في الحرب الباردة، كانت فرنسا تعيش عدم استقرار سياسي، واختلف البلدين في العديد من القضايا، حيث عارضت الولايات العدوان الثلاثي من فرنسا وبريطانيا وإسرائيل على مصر، وفضلت فرنسا الانسحاب من حرب فيتنام مع الولايات المتحدة لتتفرغ لحرب الجزائر. مع رحيل ديغول من السلطة في سنة 1969، عادت العلاقات إلى التحسن، لكن الاختلافات استمرت حول علاقات الدول الأوروبية مع الاتحاد السوفيتي.

## الفترة الاستعمارية
فرنسا الجديدة هي المنطقة التي استعمرتها فرنسا منذ عمليات الاستكشاف في عام 1534 إلى أن جرى التنازل عنها لصالح بريطانيا العظمى واسبانيا في عام 1763 بموجب معاهدة باريس عام 1763.
تألف إقليم فرنسا الجديدة الشاسع من خمس مستعمرات في عام 1712 حيث كانت في أوجها، وكان لكل منها إدارته الخاصة: كندا، المستعمرة الأكثر تطورًا، والتي تألف من مقاطعات كيبيك وترويس ريفيريس وومونتريال؛ وخليج هدسون؛ وأكاديا في الشمال الشرقي؛ وبلاسينتيا على جزيرة نيوفندلاند؛ ولويزيانا. امتدت فرنسا الجديدة من نيوفندلاند إلى السهول الكندية ومن خليج هدسون إلى خليج المكسيك، بما في ذلك جميع البحيرات الكبرى في أمريكا الشمالية. أصبحت مستعمرة لويزيانا (فرنسا الجديدة) جزءًا من الولايات المتحدة بين عامي 1776 و1803.
في القرن السادس عشر، كان الغرض الأول من الأراضي هو استغلال ثروة الموارد الطبيعية كالفراء من خلال التجارة مع مختلف الشعوب الأصلية. في القرن السابع عشر، أُنشئت المستوطنات الناجحة في أكاديا وفي كيبيك. أسفرت معاهدة أوتريخت لعام 1713 عن مطالبة فرنسا بالبر الرئيسي لمستعمرة أكاديا من بريطانيا العظمى، بالإضافة إلى خليج هدسون ونيوفندلاند. أنشأت فرنسا مستعمرة إيل رويال، التي تُعرف حاليًا باسم كيب بريتون، حيث أسست قلعة لويسبورغ.
ازداد عدد السكان باطراد. في عام 1754، تألف سكان فرنسا الجديدة من 10,000 من الأكاديين و55,000 من الكنديين، بينما بلغ عدد سكان أراضي لويزيانا نحو 4,000 مستوطن فرنسي دائم، أي 69,000 شخصًا في المجمل.
طرد البريطانيون الأكاديين فيما عُرف بالترحيل العظيم من 1755 إلى 1764، والذي يُستذكر في 28 يوليو من كل عام منذ عام 2003. انتشرت سلالتهم في المقاطعات البحرية في كندا وفي ماين ولويزيانا، مع عدد قليل من السكان في تشيتيكامب ونوفا سكوشيا وجزر ماغدالن، بينما ذهب البعض إلى فرنسا.
في عام 1763، تنازلت فرنسا عن بقية فرنسا الجديدة لبريطانيا العظمى وإسبانيا، باستثناء جزيرتي سانت بيير وميكيلون، وذلك بموجب معاهدة باريس التي أنهت حرب السنوات السبع التي شمل جزء منها الحرب الفرنسية والهندية في أمريكا. احتفظت بريطانيا بكندا وأكاديا وأجزاء من لويزيانا الفرنسية التي تقع شرق نهر المسيسيبي، باستثناء أيل أورليان، التي مُنحت لإسبانيا مع الإقليم إلى الغرب. في عام 1800، أعادت إسبانيا الجزء الذي سيطرت عليه من لويزيانا إلى فرنسا بموجب معاهدة سان إيلديفونسو السرية، وباعها نابليون بونابرت إلى الولايات المتحدة فيما عُرف بشراء لويزيانا عام 1803، ما أنهى الجهود الاستعمارية الفرنسية في البر الرئيسي الأمريكي.
أصبحت فرنسا الجديدة في نهاية المطاف ضمن الولايات المتحدة وكندا، مع وجود أثر للحكم الفرنسي في الجزر الصغيرة التي تألفت من سانت بيير وميكيلون. في الولايات المتحدة، يشتمل إرث فرنسا الجديدة على العديد من أسماء الأماكن فضلًا عن القليل المجتمعات الناطقة بالفرنسية.

## فرنسا والثورة الأمريكية
حافظت أمريكا على توازنها المحفوف بالمخاطر في ظل السلام القائم بين بريطانيا العظمى وفرنسا في أوروبا، وتعايشت المستعمرات البريطانية والفرنسية دون صعوبة تُذكر. كان من السهل حكم فرنسا بفضل ما عُرف بالمواثيق العائلية التي أقيمت بين ملوك بوربون الذين حكموا فرنسا وإسبانيا وإيطاليا ومختلف الأقاليم الأمريكية بما في ذلك مقاطعة لويزيانا الفرنسية الشاملة التي خضعت لحكم الملك تشارلز الثالث آنذاك. في أعقاب الثورة المجيدة في إنجلترا عام 1688، أدت المنافسات الأسرية والدينية والفصائلية بين البريطانيين البروتستانت والفرنسيين الكاثوليك في كل من أوروبا والأمريكيتين إلى اندلاع أربع حروب فرنسية وهندية على الأراضي الأمريكية (حرب الملك ويليام، 1689–1697؛ وحرب الملكة آن، 1702-1713؛ وحرب الملك جورج، 1744-1748؛ وأخيرًا حرب السنوات السبع، 1756-1763). كانت النتيجة ترحيل بريطانيا للعديد من الفرنسيين من أمريكا الشمالية القارية في عام 1763 بعد الهزيمة الفرنسية في حرب السنوات السبع. في غضون عقد من الزمان، كانت المستعمرات البريطانية في حالة ثورة مفتوحة، وانتقمت فرنسا بتنسيق من لويس دي أونزاغا وأميزاغا، عبر تزويد حركة الاستقلال بالقوات والمواد الحربية سرًا.
بعد إعلان الكونغرس الاستقلال في يوليو 1776، جنّد عملاؤه في باريس ضباطًا للجيش القاري، ولا سيما الماركيز دي لافاييت الذين عمل جنرالًا. على الرغم من استمرار تزعزع الثقة في فرنسا، طالب العملاء بتحالف رسمي. بعد تجهيز أسطولهم وإعجابهم بانتصار الولايات المتحدة في معركة ساراتوغا في أكتوبر 1777، عقد الفرنسيون في 6 فبراير 1778 معاهدات للتجارة والتحالف ألزمتهم بمحاربة بريطانيا إلى أن تأكد استقلال الولايات المتحدة.

## التمثيل الدبلوماسي
للولايات المتحدة سفارة في باريس، والسفير الحالي هي أوزرا زيا، ولفرنسا سفارة في واشنطن وسفيرها الحالي هو فيليب إتيان، للولايات المتحدة أيضاً قنصليات في كل من ليون وبوردو ومرسيليا ورين وستراسبورغ. لفرنسا أيضاً قنصليات في كل من نيويورك وبوسطن وسان فرانسيسكو ولوس أنجلوس وميامي وأتالانتا وشيكاغو وهيوستن ونيو أورليانز.

## مقارنة بين البلدين
هذه مقارنة عامة ومرجعية للدولتين:
| وجه المقارنة                                              | الولايات المتحدة                                                                                                  | فرنسا                                                    |
| --------------------------------------------------------- | --- | -------------------------------------------------------- |
| المساحة (كم2)                                             | 9.83 مليون | 643.80 ألف                                               |
| عدد السكان (نسمة)                                         | 311.58 مليون | 67.12 مليون                                              |
| الكثافة السكانية (ن./كم²)                                 | 31.7 | 104.26                                                   |
| العاصمة                                                   | واشنطن العاصمة | باريس                                                    |
| اللغة الرسمية                                             | لغة إنجليزية | لغة فرنسية                                               |
| العملة                                                    | دولار أمريكي | يورو، فرنك س ف ب، فرنك فرنسي، Livre tournois ‏            |
| الناتج المحلي الإجمالي (بليون دولار)                      | 19.39 تريليون | 2.58 تريليون                                             |
| الناتج المحلي الإجمالي (تعادل القوة الشرائية) بليون دولار | 18.04 تريليون | 2.87 تريليون                                             |
| الناتج المحلي الإجمالي الاسمي للفرد دولار أمريكي          | 56.12 ألف | 36.20 ألف                                                |
| الناتج المحلي الإجمالي للفرد دولار أمريكي                 | 54.63 ألف | 39.33 ألف                                                |
| مؤشر التنمية البشرية                                      | 0.920 | 0.888                                                    |
| رمز المكالمات الدولي                                      | +1 | +33                                                      |
| رمز الإنترنت                                              | .us، حكومة، .mil، Edu.                                                                                            | .fr، .bzh ‏، .tf، .re، .wf، .yt، .pm، .paris              |
| المنطقة الزمنية                                           | توقيت ساموا الأمريكية، توقيت أطلنطي موحد، منطقة زمنية وسطى، توقيت ألاسكا ‏، المنطقة الزمنية الجبلية، توقيت تشامرو ‏ | أوروبا/باريس ‏، توقيت وسط أوروبا، توقيت وسط أوروبا الصيفي |

## مدن متوأمة
في ما يلي قائمة باتفاقيات التوأمة بين مدن أمريكية وفرنسية:
- ترتبط لوويل مع سينت ديه دي فوج باتفاقية توأمة.
- ترتبط رولينج ميدوز مع هينان بومونت باتفاقية توأمة.
- ترتبط Princeton Township, New Jersey [الإنجليزية]‏ مع كولمار باتفاقية توأمة.
- ترتبط نيو روتشيل مع لا روشيل باتفاقية توأمة.
- ترتبط ميلواكي مع ميلوز باتفاقية توأمة منذ 1997.
- ترتبط غرينزبورو مع مونتبليار باتفاقية توأمة.
- ترتبط نورمان مع كليرمون فيران باتفاقية توأمة.
- ترتبط هوفمان استيتس مع أنغوليم باتفاقية توأمة.
- ترتبط بايون مع بايون باتفاقية توأمة.
- ترتبط دي موين مع سانت إتيان باتفاقية توأمة منذ 1985.
- ترتبط فاييتفيل مع Saint-Avold [الإنجليزية]‏ باتفاقية توأمة.
- ترتبط نيو هيفن مع أفينيون باتفاقية توأمة منذ 1993.[46]
- ترتبط دالاس مع ديجون باتفاقية توأمة منذ 1997.
- ترتبط فيلادلفيا مع آكس أون بروفانس باتفاقية توأمة منذ 1986.[47][47][47][47]
- ترتبط مقاطعة هونولولو مع Bruyères [الإنجليزية]‏ باتفاقية توأمة.
- ترتبط لافاييت مع بواتييه باتفاقية توأمة.
- ترتبط هامبتون مع فوندوم باتفاقية توأمة.
- ترتبط نيو أورلينز مع جوان لي بان [الإنجليزية]‏ باتفاقية توأمة منذ 14 يوليو 1995.
- ترتبط بوسطن مع ستراسبورغ باتفاقية توأمة منذ 24 يونيو 1959.
- ترتبط يوركتاون [الإنجليزية]‏ مع Port-Vendres [الإنجليزية]‏ باتفاقية توأمة منذ 1990.
- ترتبط تايلر مع متز باتفاقية توأمة.
- ترتبط باتون روج مع آكس أون بروفانس باتفاقية توأمة.
- ترتبط ساراسوتا مع بيربينيا باتفاقية توأمة منذ 6 سبتمبر 1995.
- ترتبط رالي مع كومبيين باتفاقية توأمة منذ 2001.
- ترتبط سينسيناتي مع نانسي باتفاقية توأمة منذ 1989.
- ترتبط أتلانتا مع تولوز باتفاقية توأمة منذ 1979.
- ترتبط برينستون مع كولمار باتفاقية توأمة.
- ترتبط نورفولك مع تولون باتفاقية توأمة منذ 1976.[48][48]
- ترتبط كاري مع لو توكيه باتفاقية توأمة.
- ترتبط كونكورد مع سان ماندي باتفاقية توأمة منذ 15 مارس 1987.
- ترتبط Napoleonville, Louisiana [الإنجليزية]‏ مع بونتيفي باتفاقية توأمة.
- ترتبط بونتشاتولا مع كاربينتراس باتفاقية توأمة.
- ترتبط ويتشيتا مع أورليان باتفاقية توأمة منذ 3 ديسمبر 1985.[49][50][51]
- ترتبط شارلوتسفيل مع بيزنسون باتفاقية توأمة.
- ترتبط ويست يونيفرسيتي بلايس مع سانتس باتفاقية توأمة.
- ترتبط درايتون مع Lesparre-Médoc [الإنجليزية]‏ باتفاقية توأمة.
- ترتبط سانت لويس مع ليون باتفاقية توأمة منذ 1960.
- ترتبط ليك تشارلز مع بيربينيا باتفاقية توأمة منذ 6 سبتمبر 1991.
- ترتبط فريسنو مع نيم باتفاقية توأمة.
- ترتبط أورلاندو مع سين ومارن باتفاقية توأمة.[52]
- ترتبط كينوشا مع دواي باتفاقية توأمة.
- ترتبط وينتشتر [الإنجليزية]‏ مع سن جرمن آن له باتفاقية توأمة.
- ترتبط ماكون مع ماكون باتفاقية توأمة.
- ترتبط هاموند مع Jouars-Pontchartrain [الإنجليزية]‏ باتفاقية توأمة.
- ترتبط بوفالو مع ليل باتفاقية توأمة منذ 1977.
- ترتبط أسبن مع شاموني باتفاقية توأمة.
- ترتبط فورت وورث مع نيم باتفاقية توأمة منذ 15 يونيو 1990.
- ترتبط كورال غيبلز مع آكس أون بروفانس باتفاقية توأمة.
- ترتبط روتشستر مع رين باتفاقية توأمة منذ 1964.
- ترتبط نيو أيبيريا مع Saint-Jean-d'Angély [الإنجليزية]‏ باتفاقية توأمة.
- ترتبط لاكروس مع إبنال باتفاقية توأمة.
- ترتبط مقاطعة ميامي داد مع لامنتين باتفاقية توأمة.
- ترتبط دايتونا بيتش مع بايون باتفاقية توأمة.
- ترتبط مونت بروسبكت مع سيفر باتفاقية توأمة.
- ترتبط روانوك مع سان لو باتفاقية توأمة منذ 30 نوفمبر 1993.
- ترتبط ساراتوغا سبرينغس مع فيشي باتفاقية توأمة.
- ترتبط بيفرلي هيلز مع كان باتفاقية توأمة.
- ترتبط مقاطعة أرلنغتون مع رانس باتفاقية توأمة منذ 17 سبتمبر 1993.
- ترتبط تيفرتون مع شينون باتفاقية توأمة.
- ترتبط بوهوسكا مع مونتوبان باتفاقية توأمة.
- ترتبط راسين مع مونتيليمار باتفاقية توأمة منذ 1965.
- ترتبط كانساس سيتي مع متز باتفاقية توأمة.
- ترتبط جنيف مع Croissy-sur-Seine [الإنجليزية]‏ باتفاقية توأمة.
- ترتبط سان فرانسيسكو مع باريس باتفاقية توأمة منذ 1970.
- ترتبط هونولولو مع Bruyères [الإنجليزية]‏ باتفاقية توأمة.
- ترتبط سياتل مع نانت باتفاقية توأمة منذ 1981.[53][53][53][53]
- ترتبط ليكسينغتون مع دوفيل باتفاقية توأمة.
- ترتبط ليتل روك مع Grandrieu [الإنجليزية]‏ باتفاقية توأمة.
- ترتبط كريستفيو مع Noirmoutier-en-l'Île [الإنجليزية]‏ باتفاقية توأمة.
- ترتبط موديستو مع لافال باتفاقية توأمة منذ 1 أكتوبر 2011.
- ترتبط ليكسينغتون مع أنتوني باتفاقية توأمة.
- ترتبط تلسا مع أميان باتفاقية توأمة.[54]
- ترتبط تامبا مع لو هافر باتفاقية توأمة منذ 1992.[55]
- ترتبط نيو بورت ريتشي مع كافالير سور مير [الإنجليزية]‏ باتفاقية توأمة.
- ترتبط فينسينس مع فانسن باتفاقية توأمة.
- ترتبط بالو ألتو مع ألبي باتفاقية توأمة منذ 2017.[56]
- ترتبط ستيفنز بوينت مع كاين باتفاقية توأمة.
- ترتبط بيفيرتون مع Cluses [الإنجليزية]‏ باتفاقية توأمة.
- ترتبط ناشفيل مع كاين باتفاقية توأمة.
- ترتبط لويفيل مع مونبلييه باتفاقية توأمة منذ 1 أبريل 1977.
- ترتبط كولومبيا مع سيرجي باتفاقية توأمة.
- ترتبط شيكاغو مع باريس باتفاقية توأمة منذ 2004.[57][57][57][57]
- ترتبط نيوبورت مع لا روشيل باتفاقية توأمة.
- ترتبط يورك مع آرل باتفاقية توأمة.
- ترتبط جاكسونفيل مع نانت باتفاقية توأمة منذ 14 يوليو 1975.
- ترتبط كوربوس كريستي مع أجان باتفاقية توأمة.
- ترتبط ميرسير آيلاند مع تونون لو بان باتفاقية توأمة.
- ترتبط الإسكندرية مع كاين باتفاقية توأمة منذ 1991.[58][58][59][59]
- ترتبط شايان مع لورد باتفاقية توأمة.
- ترتبط نيو هولاند مع لونفي [الإنجليزية]‏ باتفاقية توأمة.
- ترتبط تشارلوت مع ليموج باتفاقية توأمة.
- ترتبط أوغستا مع بياريتز باتفاقية توأمة.
- ترتبط فيربانكس مع إيكس ليه با باتفاقية توأمة.
- ترتبط أميرست مع آركاشون باتفاقية توأمة.
- ترتبط برلينغتون مع هونفلير باتفاقية توأمة.
- ترتبط دنيسون مع كونياك باتفاقية توأمة.
- ترتبط سونوما مع Chambolle-Musigny [الإنجليزية]‏ باتفاقية توأمة.
- ترتبط آشفيل مع سومور باتفاقية توأمة.
- ترتبط أكسفورد مع Aubigny-sur-Nère [الإنجليزية]‏ باتفاقية توأمة.
- ترتبط دنفر مع بريست باتفاقية توأمة منذ 1975.
- ترتبط فينيكس مع غرونوبل باتفاقية توأمة منذ 1979.
- ترتبط فريدريكسبيورغ مع فريجوس باتفاقية توأمة.
- ترتبط أنابولس مع روشفور باتفاقية توأمة.
- ترتبط أوستن مع أنجيه باتفاقية توأمة منذ 1992.
- ترتبط شاطئ نيوبورت مع أنتيب باتفاقية توأمة.
- ترتبط منيابولس مع تور باتفاقية توأمة منذ 2009.[60][60][60][61]
- ترتبط أرلينغتون مع رانس باتفاقية توأمة.
- ترتبط أورانج مع أورانج (فوكلوز) باتفاقية توأمة.
- ترتبط لوس أنجلوس مع بوردو باتفاقية توأمة منذ 1 أبريل 1959.[62][62][62][62]
- ترتبط باريس مع Lamotte-Beuvron [الإنجليزية]‏ باتفاقية توأمة.
- ترتبط دانا بوينت مع أجاكسيو باتفاقية توأمة.
- ترتبط أوكوود مع Le Vésinet [الإنجليزية]‏ باتفاقية توأمة.

## منظمات دولية مشتركة
يشترك البلدان في عضوية مجموعة من المنظمات الدولية، منها:
| علم المنظمة | اسم المنظمة                               | تاريخ انضمام الولايات المتحدة | تاريخ انضمام فرنسا |
| ----------- | ----------------------------------------- | ----------------------------- | ------------------ |
|             | وكالة ضمان الاستثمار متعدد الأطراف        | 12 أبريل 1988                 | 28 ديسمبر 1989     |
|             | الوكالة الدولية للطاقة                    | ?                             | ?                  |
|             | الاتحاد الدولي للاتصالات                  | 1 يوليو 1908                  | 1866               |
|             | يونسكو                                    | 4 نوفمبر 1946                 | 4 نوفمبر 1946      |
|             | البنك الإفريقي للتنمية                    | ?                             | ?                  |
|             | بنك التنمية الآسيوي                       | 1966                          | 1970               |
|             | الأمم المتحدة                             | 24 أكتوبر 1945                | 24 أكتوبر 1945     |
|             | مؤسسة التمويل الدولية                     | 20 يوليو 1956                 | 20 يوليو 1956      |
|             | منظمة الشرطة الجنائية الدولية             | ?                             | ?                  |
|             | مركز تنسيق الحركة في أوروبا ‏              | ?                             | ?                  |
|             | مجموعة الثماني                            | ?                             | 1975               |
|             | منظمة حظر الأسلحة الكيميائية              | ?                             | ?                  |
|             | الاتحاد البريدي العالمي                   | ?                             | ?                  |
|             | اتفاقية السماوات المفتوحة                 | ?                             | ?                  |
|             | سياتو                                     | ?                             | ?                  |
|             | مجلس الأمن التابع للأمم المتحدة           | 17 يناير 1946                 | 24 أكتوبر 1945     |
|             | منظمة التجارة العالمية                    | ?                             | 1995               |
|             | منظمة الأمن والتعاون في أوروبا            | 25 يونيو 1973                 | 25 يونيو 1973      |
|             | نظام تحكم تكنولوجيا القذائف               | 1987                          | 1987               |
|             | مجموعة الموردين النوويين                  | ?                             | ?                  |
|             | منظمة التعاون الاقتصادي والتنمية          | ?                             | 7 أغسطس 1961       |
|             | المركز الدولي لتسوية المنازعات الاستشارية | 14 أكتوبر 1966                | 20 سبتمبر 1967     |
|             | البنك الدولي للإنشاء والتعمير             | 27 ديسمبر 1945                | 27 ديسمبر 1945     |
|             | مؤسسة التنمية الدولية                     | 24 سبتمبر 1960                | 30 ديسمبر 1960     |
|             | حلف شمال الأطلسي                          | 4 أبريل 1949                  | 4 أبريل 1949       |
|             | مجموعة العشرين                            | ?                             | 26 سبتمبر 1999     |
|             | مجموعة أستراليا                           | 1985                          | 1985               |
|             | المنظمة الهيدروغرافية الدولية             | ?                             | ?                  |
|             | الفريق المعني برصد الأرض                  | ?                             | ?                  |

## أعلام
هذه قائمة لبعض الشخصيات التي تربطها علاقات بالبلدين:
- إلفيس بريسلي (8 يناير 1935[76][77][78] – 16 أغسطس 1977[76][77][78])
- إيغور سترافينسكي (مؤلف موسيقي روسي، 18 يونيو 1882[79] – 6 أبريل 1971[80][81][82])
- باراك أوباما (الرئيس الرابع والأربعون للولايات المتحدة الأمريكية، 4 أغسطس 1961[83][84][85] –)
- تايلور لوتنر (11 فبراير 1992 –)
- جو بايدن (سياسي أمريكي، 20 نوفمبر 1942[86][87][88] –)
- جورج دبليو بوش (رئيس الولايات المتحدة الثالث والاربعون، 6 يوليو 1946[89][90] –)
- جوليا روبرتس (ممثلة ومنتجة أمريكية، 28 أكتوبر 1967[91][92][93] –)
- جوني ديب (ممثل أمريكي، 9 يونيو 1963[94][95] –)
- جيم كاري (17 يناير 1962 –)
- جيمس مونرو (سياسي أمريكي، 28 أبريل 1758[96][97][98] – 4 يوليو 1831[96][97][98])
- روبرت دي نيرو (17 أغسطس 1943[99][100][101] –)
- روبن ويليامز (21 يوليو 1951[102][103][104] – 11 أغسطس 2014[102][105][106])
- سيلفستر ستالون (ممثل أمريكي، 6 يوليو 1946[107][108][109] –)
- كيرت كوبين (20 فبراير 1967[110][111][112] – 5 أبريل 1994[110][111][113])
- همفري بوغارت (ممثل أمريكي، 25 ديسمبر 1899[114][115][116] – 14 يناير 1957[114][115][116])

## وصلات خارجية
- موقع وزارة الخارجية الأمريكية
- موقع وزارة الخارجية الفرنسية